# 11 de março
11 de março é o 70.º dia do ano no calendário gregoriano (71.º em anos bissextos). Faltam 295 dias para acabar o ano.

## Eventos históricos

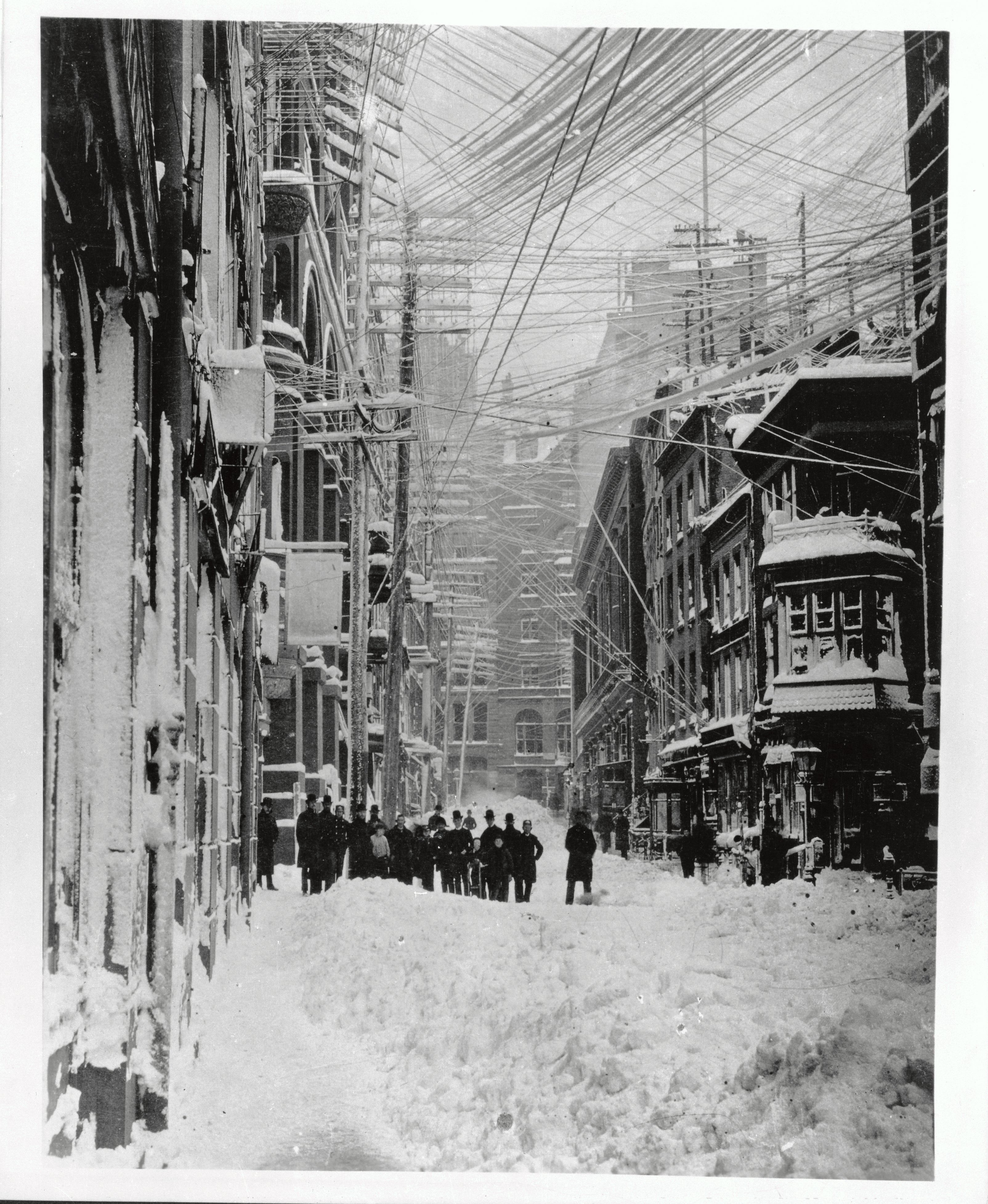
1888: as ruas de Nova Iorque durante a Grande Nevasca de 1888

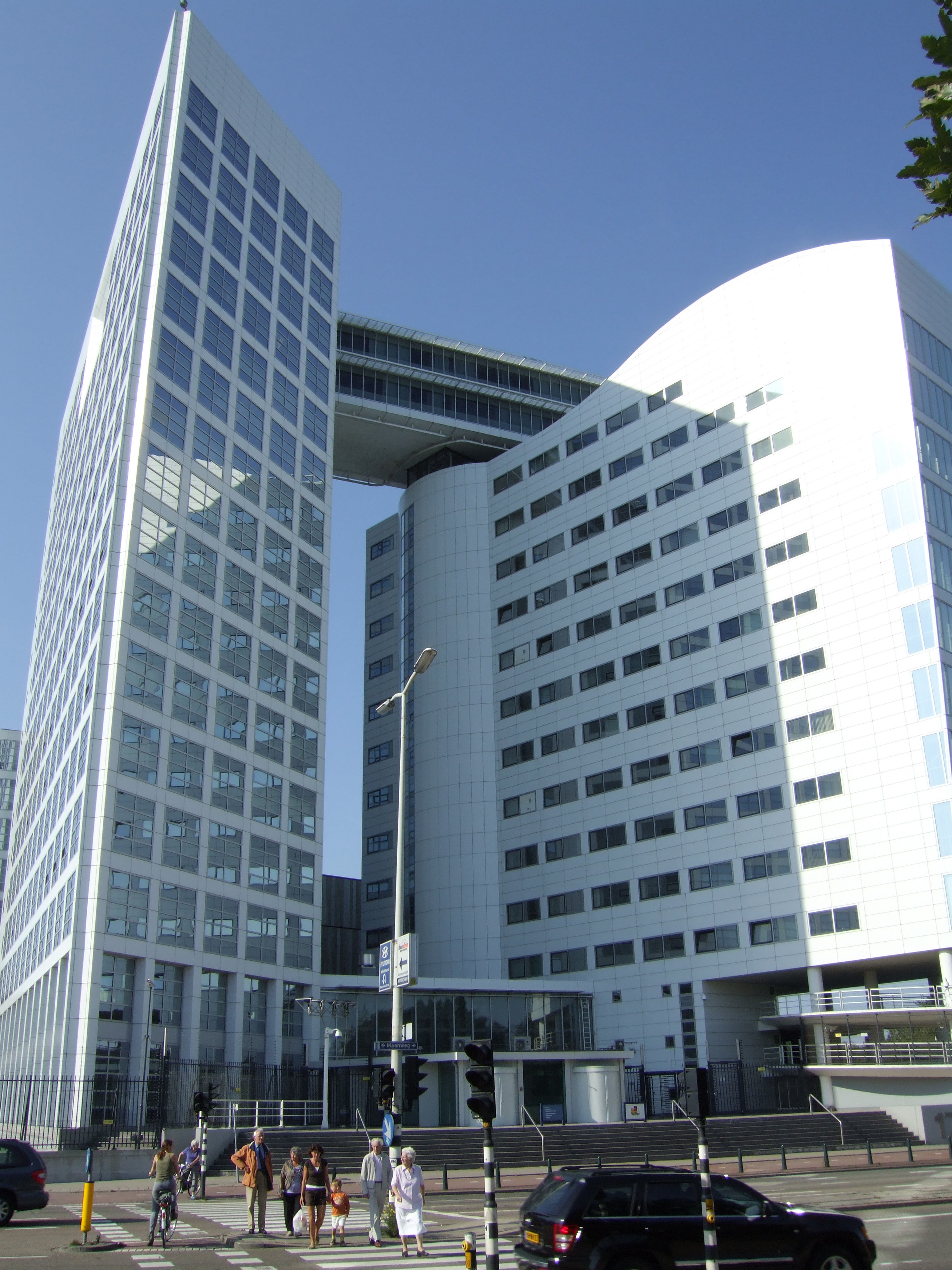
2003: Edifício da CPI, em Haia

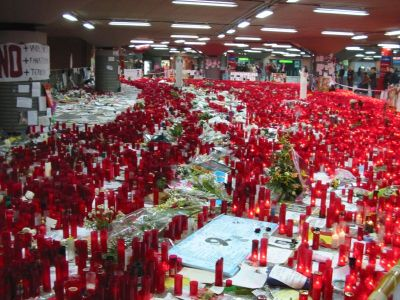
2004: Manifestação pelas vítimas dos atentados em Madrid

- 0222 — O imperador Heliogábalo é assassinado, junto com sua mãe, Júlia Soémia, pela guarda pretoriana durante uma revolta. Seus corpos mutilados são arrastados pelas ruas de Roma antes de serem jogados no rio Tibre.
- 0843 — Triunfo da Ortodoxia: a Imperatriz Teodora II restaura a veneração de ícones nas igrejas ortodoxas do Império Romano Oriental (Bizantino).[1]
- 1387 — Batalha de Castagnaro: o condotiero inglês John Hawkwood leva Pádua à vitória contra Verona, em um confronto entre facções.
- 1641 — O exército de guaranis, organizado pelos jesuítas espanhóis no território das Reduções, derrota uma bandeira de escravistas paulistas leais ao Império Português na batalha de M'Bororé.
- 1702 — The Daily Courant, o primeiro jornal diário nacional da Inglaterra, é publicado pela primeira vez.[2]
- 1778 — Assinado o Tratado de El Pardo entre a rainha Maria I de Portugal e o rei Carlos III de Espanha, pelo qual a rainha Maria cede territórios portugueses na África em troca de territórios espanhóis na América do Sul, que serão anexados ao atual Brasil.
- 1784 — Assinatura do Tratado de Mangalor põe fim à Segunda Guerra Anglo-Maiçor.
- 1808 — O Ministério da Marinha no Brasil é criado pelo Príncipe Regente D. João VI. O Visconde de Anadia é nomeado como o primeiro-ministro da Marinha.
- 1811 — Durante a retirada de André Masséna das Linhas de Torres Vedras, uma divisão liderada pelo Marechal de França Michel Ney luta com um exército combinado anglo-português para que Masséna tenha tempo de fugir.
- 1851 — A ópera Rigoletto do compositor italiano Giuseppe Verdi estreia em Veneza.
- 1879 — O Rei Sho Tai de Ryukyu abdica formalmente de sua posição de rei, sob as ordens de Tóquio, pondo fim ao Reino de Ryukyu, que logo então é anexado pelo Império do Japão
- 1888 — A Grande Nevasca de 1888 começa ao longo da costa leste dos Estados Unidos, fechando o comércio e matando mais de 400 pessoas.
- 1900 — Segunda Guerra dos Bôeres: O primeiro-ministro do Reino Unido rejeita a proposta de paz do líder dos boêres Paul Kruger.
- 1941 — Segunda Guerra Mundial: o presidente dos Estados Unidos Franklin D. Roosevelt sanciona a lei Lend-Lease, permitindo que suprimentos de guerra americanos possam ser enviados aos Aliados a título de empréstimo.
- 1942 — Segunda Guerra Mundial: o presidente Getúlio Vargas decreta o confisco de bens de imigrantes alemães e italianos no Brasil.
- 1945 — Segunda Guerra Mundial: criação do Império do Vietnã, um Estado fantoche japonês de curta duração, com Bao Dai como seu governante.
- 1975 — Falha o Golpe de 11 de Março de 1975 impulsionado pelo general António Spínola.
- 1977 — Depois de uma crise diplomática, o Acordo Militar Brasil-Estados Unidos é denunciado pelo governo do presidente do Brasil Ernesto Geisel, deixando de vigorar um ano depois.
- 1985 — Mikhail Gorbachev é eleito secretário-geral do Partido Comunista da União Soviética, dando início às reformas internas do sistema socialista: a Glasnost (transparência do poder, com vista à liberalização política) e a Perestroika (reestruturação) que culminaram no fim da URSS e na introdução do modelo de economia capitalista na Rússia.
- 1990
  - A Lituânia declara-se independente da União Soviética, sendo vítima de um bloqueio econômico por parte de Moscou.
  - Entra em vigor, em forma plena, a nova Constituição Política da República do Chile. Patricio Aylwin é empossado como o primeiro presidente democraticamente eleito do Chile desde 1970.
- 1991 — No Brasil entra em vigor o Código de Defesa do Consumidor.
- 1999 — Um blecaute atinge 70% dos territórios brasileiro e paraguaio, terminando na madrugada do dia seguinte.
- 2003 — A Corte Penal Internacional tem sua sessão inaugural em Haia.
- 2004 — Atentado da responsabilidade da Alcaida em Madrid provoca 192 mortes e 2 050 feridos.
- 2009 — Jovem mata quinze pessoas num massacre que começou na escola de Winnenden (sudoeste da Alemanha) e no final do qual se suicidou.
- 2010 — O economista e empresário Sebastián Piñera toma posse como Presidente do Chile, enquanto três sismos, o mais forte de magnitude 6,9 e todos centrados nas proximidades de Pichilemu, capital da província de Cardenal Caro, atingem a região central do Chile durante a cerimônia.
- 2011 — Sismo de magnitude 9,0MW atinge o Japão causando um forte tsunami com ondas de mais de 10 metros de altura e matando mais de 3 770 pessoas.
- 2012 — Um sargento do exército dos Estados Unidos mata dezesseis civis no distrito de Panjwai do Afeganistão, perto de Candaar.
- 2014 — A Rússia anexa a República Autônoma da Crimeia resultando: na crise da Crimeia de 2014 e na intervenção militar russa na Ucrânia 2014-15.
- 2020 — A Organização Mundial da Saúde (OMS) declara o vírus que causa a COVID-19 uma pandemia global.
- 2022 — Gabriel Boric assume a presidência do Chile como o mais jovem presidente da história do país.[3]
- 2025 — No Paquistão, sequestro de trem pelo Exército de Libertação do Baluchistão deixa pelo menos 64 mortos.

## Nascimentos

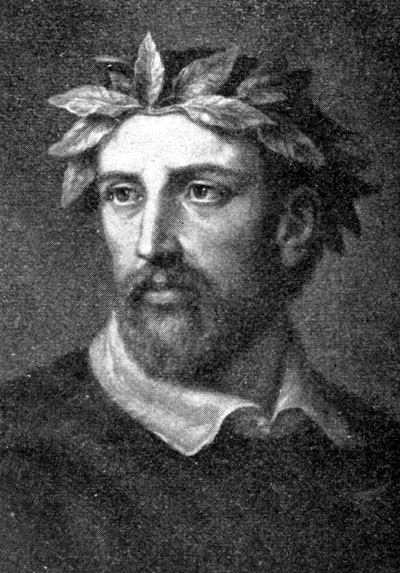
Torquato Tasso

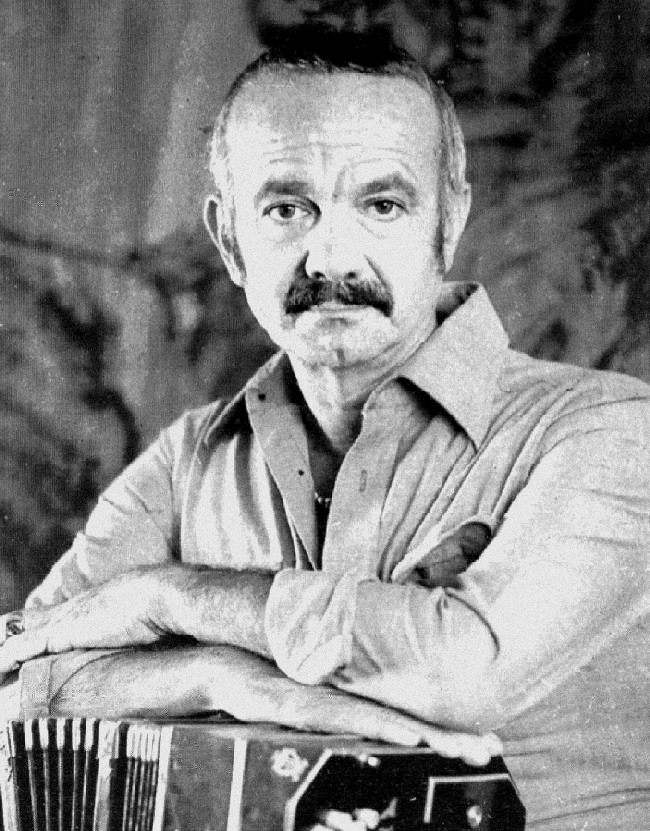
Astor Piazzolla

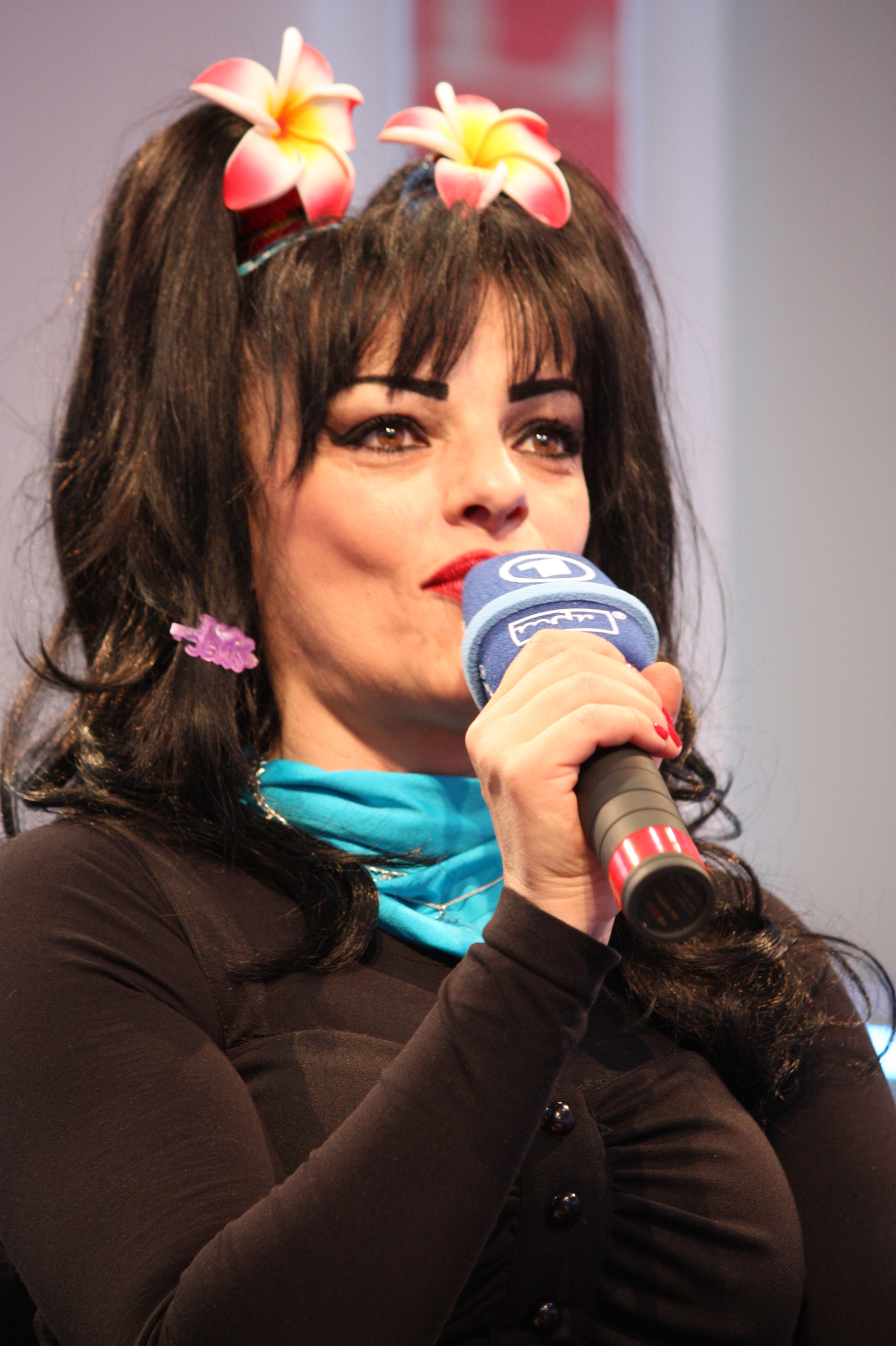
Nina Hagen

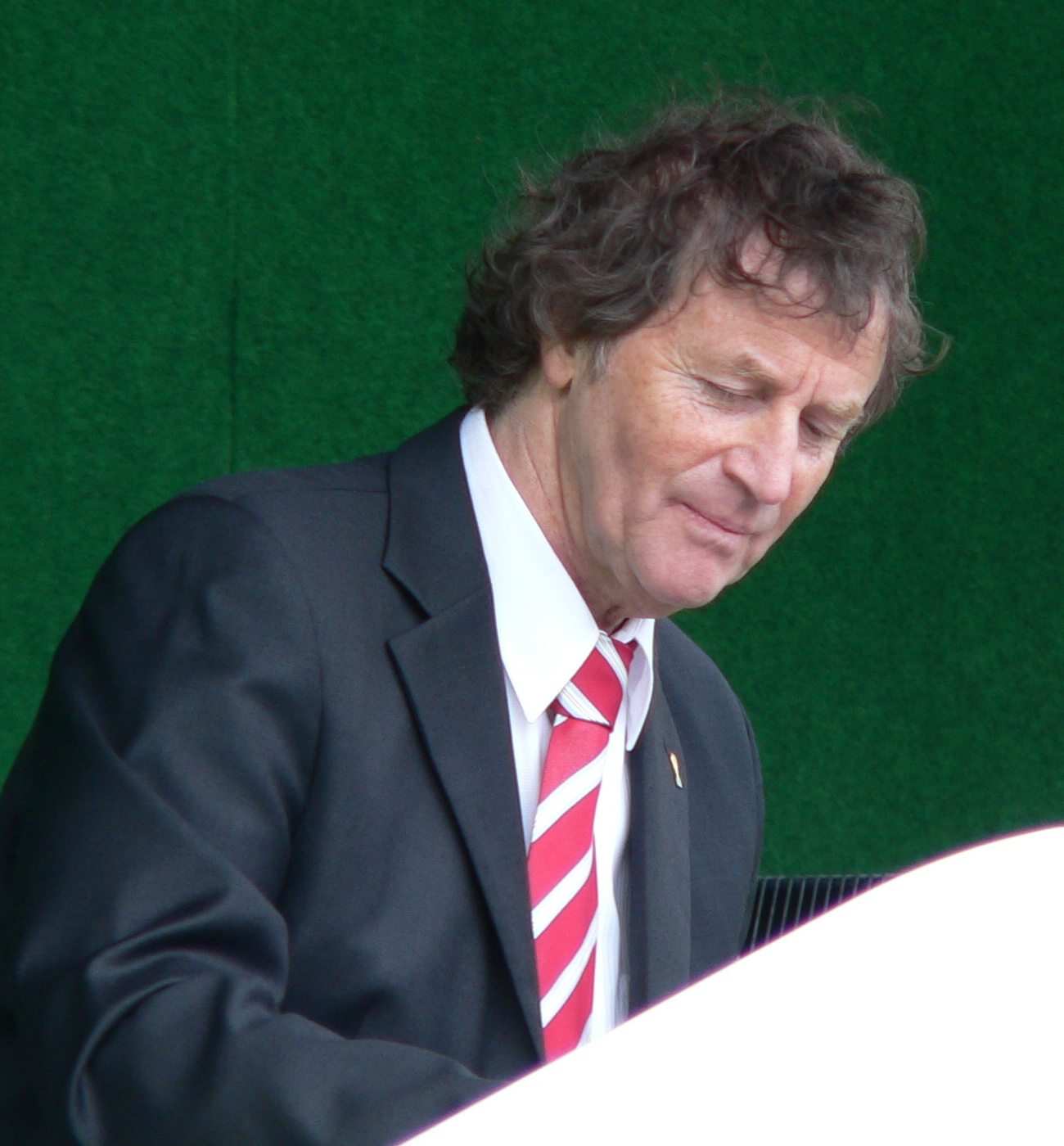
Franz Lambert

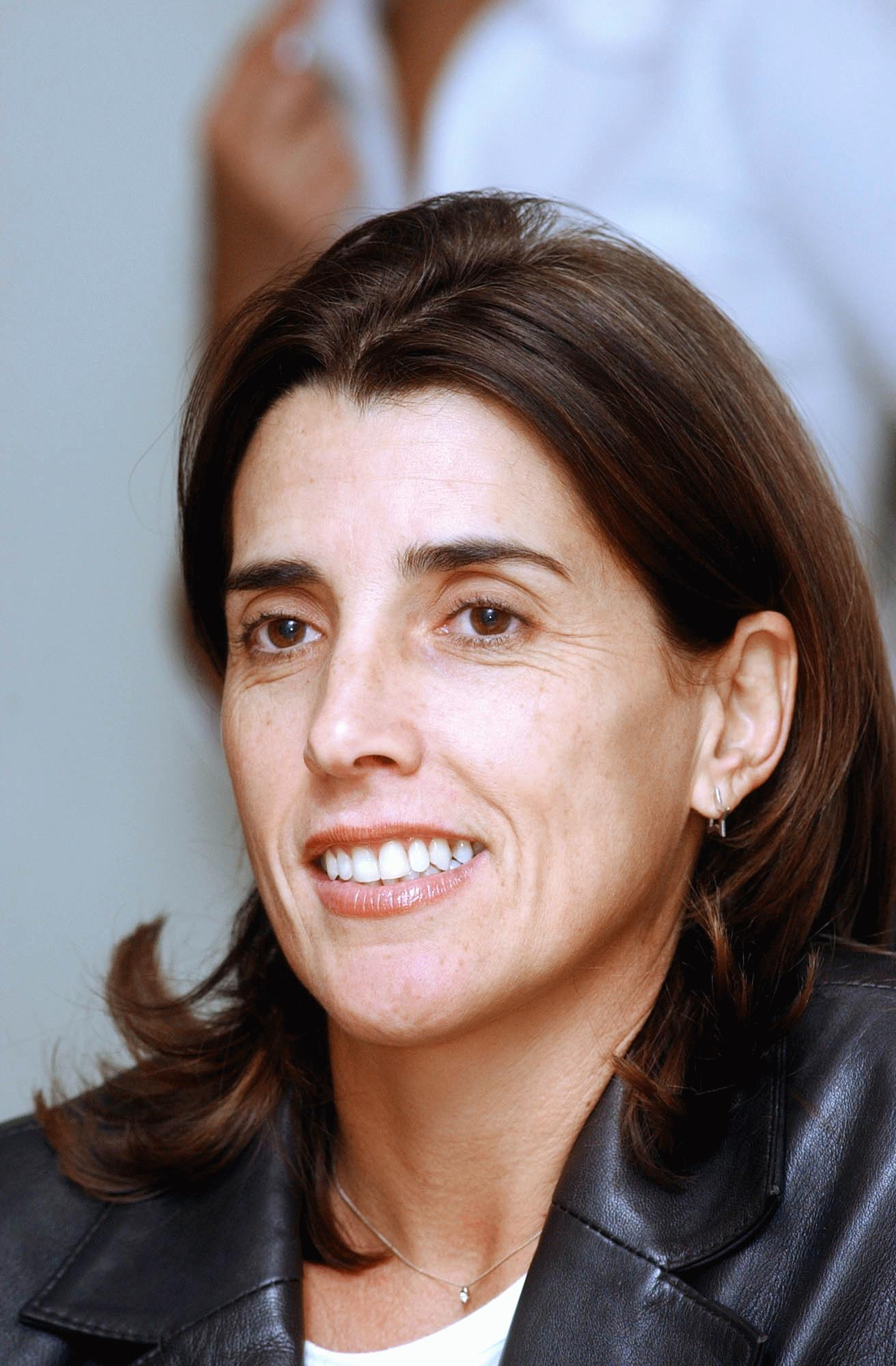
Magic Paula

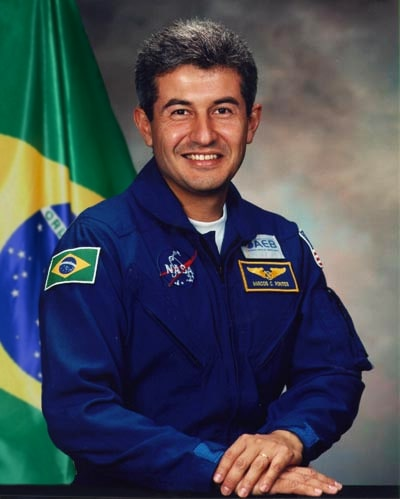
Marcos Pontes

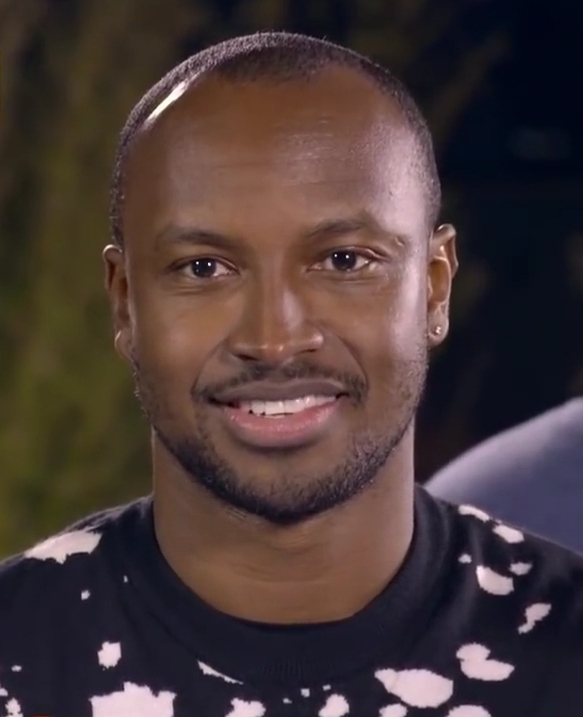
Thiaguinho

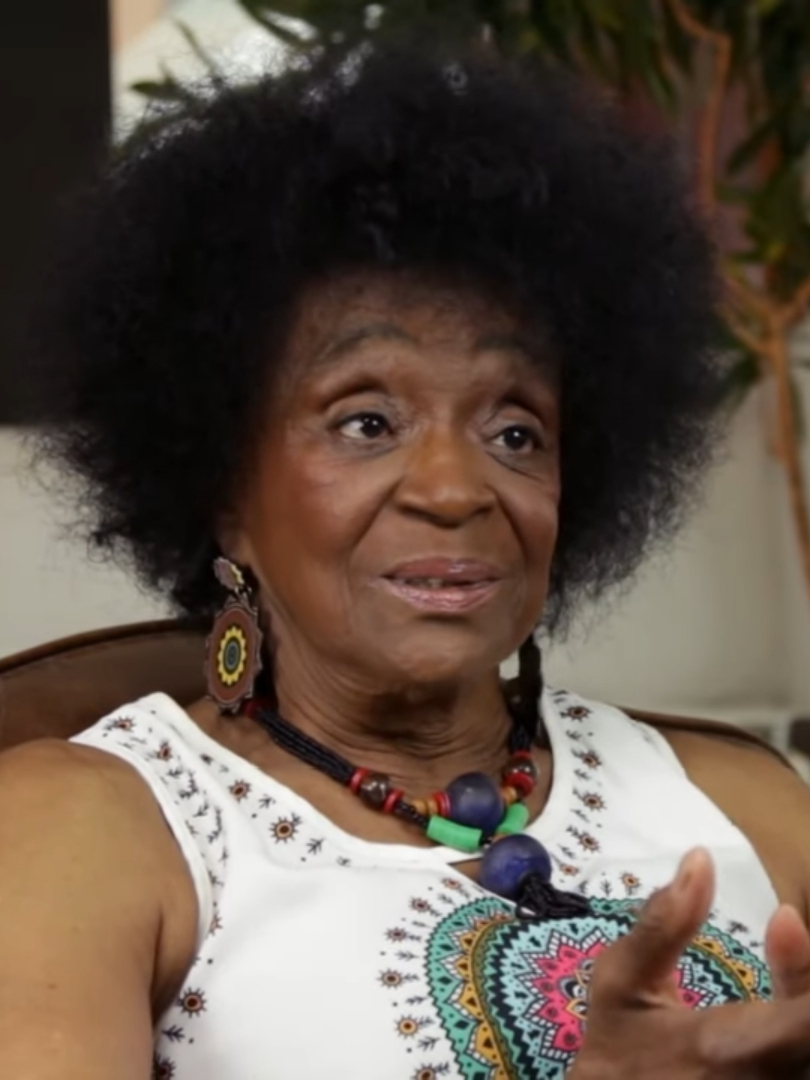
Léa Garcia

### Anteriores ao século XIX
- 1530 — João Guilherme, Duque de Saxe-Weimar (m. 1573).
- 1544 — Torquato Tasso, poeta e educador italiano (m. 1595).
- 1725 — Henrique Benedito Stuart, nobre britânico (m. 1807).
- 1730 — Otto Friedrich Müller, zoólogo dinamarquês (m. 1784).
- 1745 — Bodawpaya, rei birmanês (m. 1819).
- 1769 — Cândido José Xavier, estadista e militar português (m. 1833).
- 1780 — August Leopold Crelle, matemático alemão (m. 1855).

### Século XIX
- 1811 — Urbain Le Verrier, matemático e astrônomo francês (m. 1877).
- 1818 — Marius Petipa, bailarino e coreógrafo franco-russo (m. 1910).
- 1819 — Henry Tate, empresário e filantropo britânico (m. 1899).
- 1820 — Antônio Cândido da Cruz Machado, político brasileiro (m. 1905).
- 1821 — Churchill Babington, arqueólogo, naturalista e humanista britânico (m. 1889).
- 1822
  - Joseph Bertrand, matemático, economista e acadêmico francês (m. 1900).
  - Januária Maria de Bragança, princesa brasileira (m. 1901).
- 1841 — Benito Menni, religioso italiano (m. 1914).
- 1843 — Barata Ribeiro, médico e político brasileiro (m. 1910).
- 1847 — Sidney Sonnino, político italiano (m. 1922).
- 1852 — Emília Bandeira de Melo, escritora brasileira (m. 1910).
- 1853 — Salvatore Pincherle, matemático italiano (m. 1936).
- 1870 — Louis Bachelier, matemático e teórico francês (m. 1946).
- 1877 — Maurice Halbwachs, sociólogo francês (m. 1945).
- 1878 — Georges Pasquier, ciclista francês (m. ?).
- 1884 — Lewi Pethrus, pastor e escritor de hinos sueco (m. 1974).
- 1886 — Edward Rydz-Śmigły, político, pintor e poeta polonês (m. 1941).
- 1887 — Raoul Walsh, ator e diretor de cinema estado-unidense (m. 1980).
- 1890 — Vannevar Bush, engenheiro, inventor e político estado-unidense (m. 1974).
- 1892 — Marina Petrovna da Rússia (m. 1981).
- 1893
  - Leopold Szondi, médico, psicopatologista e psicanalista húngaro (m. 1986).
  - Wanda Gág, escritora e ilustradora estado-unidense (m. 1946).
- 1894 — Otto Grotewohl, político alemão (m. 1964).
- 1895 — Isabel de Hesse, nobre alemã (m. 1903).
- 1897 — Henry Cowell, pianista e compositor americano (m. 1965).
- 1899 — Frederico IX da Dinamarca (m. 1972).
- 1900 — João Carlos Vital, político brasileiro (m. 1984).

### Século XX

#### 1901–1950
- 1902 — Deolindo Couto, médico e escritor brasileiro (m. 1992).
- 1912
  - Aniceto do Império, sambista brasileiro (m. 1993).
  - Wálter Guevara Arze, político boliviano (m. 1996).
- 1913 — Wolf-Dietrich Wilcke, coronel e aviador alemão (m. 1944).
- 1914 — Álvaro del Portillo, religioso espanhol (m. 1994).
- 1915 — Joseph Carl Robnett Licklider, cientista da computação e psicólogo americano (m. 1990).
- 1916 — Harold Wilson, acadêmico e político britânico (m. 1995).
- 1917
  - Silvério Jarbas Paulo de Albuquerque, bispo católico brasileiro (m. 2013).
  - Earl Bellamy, cineasta norte-americano (m. 2003).
- 1919 — Edmundo Luís Kunz, religioso brasileiro (m. 1988).
- 1920 — Nicolaas Bloembergen, físico e acadêmico neerlandês-americano, ganhador do Prêmio Nobel (m. 2017).
- 1921 — Astor Piazzolla, bandoneonista e compositor de tango argentino (m. 1992).
- 1922
  - Cornelius Castoriadis, filósofo e economista grego (m. 1997).
  - Abdul Razak Hussein, advogado e político malaio (m. 1976).
  - José Luis López Vázquez, ator e diretor espanhol (m. 2009).
  - Giuseppe Baldini, futebolista e treinador de futebol italiano (m. 2009).
- 1923
  - Louise Brough, tenista americana (m. 2014).
  - Paulino Búrigo, político brasileiro (m. 1974).
  - Herbert Richers, produtor de cinema e empresário brasileiro (m. 2009).
- 1924 — Franco Basaglia, psiquiatra italiano (m. 1980).
- 1925
  - Margaret Oakley Dayhoff, bioquímica e acadêmica americana (m. 1983).
  - Peter R. Hunt, editor britânico (m. 2002).
- 1926 — Ralph Abernathy, pastor e ativista americano (m. 1990).
- 1927 — Josep Maria Subirachs, escultor e pintor espanhol (m. 2014).
- 1930
  - Geoffrey Blainey, historiador australiano.
  - Troy Ruttman, automobilista estado-unidense (m. 1997).
  - David Gentleman, ilustrador e designer britânico.
  - Antônio Barros, cantor, compositor e poeta brasileiro.
- 1931 — Rupert Murdoch, empresário e magnata da mídia australiano-americano.
- 1932 — Leroy Jenkins, compositor de jazz e violinista estado-unidense (m. 2007).
- 1933 — Léa Garcia, atriz brasileira (m.2023).
- 1936
  - Antonin Scalia, advogado e jurista americano (m. 2016).
  - Harald zur Hausen, cientista alemão (m.2023).
- 1937
  - Arolde de Oliveira, político e economista brasileiro (m. 2020).
  - Max Freitas Mauro, médico e político brasileiro (m. 2024).
- 1939 — Flaco Jiménez, músico estado-unidense.
- 1940
  - Alberto Cortez, cantor e compositor argentino-espanhol (m. 2019).
  - Sebastião Alba, escritor moçambicano (m. 2000).
- 1943
  - Arturo Merzario, ex-automobilista italiano.
  - Laís Elena, jogadora de basquetebol brasileira (m. 2019).
- 1945
  - Dock Ellis, jogador e treinador de beisebol estado-unidense (m. 2008).
  - Pirri, ex-futebolista espanhol.
- 1946 — Slavko Barbarić, sacerdote e escritor bósnio (m. 2000).
- 1948 — Franz Lambert, compositor e organista alemão.
- 1950
  - Jerry Zucker, diretor, produtor e roteirista americano.
  - Carlos Wilson, político brasileiro (m. 2009).
  - Bobby McFerrin, cantor, compositor, produtor e maestro estado-unidense.

#### 1951–2000
- 1951 • Dominique Sanda, modelo e atriz francesa.
- 1952
  - Douglas Adams, escritor e dramaturgo britânico (m. 2001).
  - Ricardo Martinelli, político panamenho.
- 1953
  - Derek Daly, ex-automobilista e comentarista esportivo irlandês-americano.
  - Jimmy Iovine, empresário e produtor musical americano.
  - László Bölöni, ex-futebolista e treinador de futebol romeno.
  - Filipe Soares Franco, empresário, dirigente esportivo e político português.
- 1954
  - Tetê Espíndola, cantora, compositora e instrumentista brasileira.
  - David Newman, compositor e maestro estado-unidense.
  - Esfandiar Baharmast, ex-árbitro de futebol estado-unidense.
- 1955 — Nina Hagen, cantora e compositora alemã.
- 1956
  - Willie Banks, atleta americano.
  - Carla Estrada, produtora mexicana.
  - Gregorio Manzano, treinador de futebol espanhol.
  - Rob Paulsen, dublador estado-unidense.
- 1957
  - Elena Donaldson Akhmilovskaya, enxadrista russa (m. 2012).
  - Roberto Corrêa, músico e compositor brasileiro.
  - Víctor Rangel, ex-futebolista mexicano.
  - Qasem Soleimani, militar iraniano (m. 2020).
- 1958
  - Eddie Lawson, ex-motociclista estado-unidense.
  - Anissa Jones, atriz estado-unidense (m. 1976).
  - Johnny Jameson, ex-futebolista britânico.
- 1959
  - Nina Hartley, atriz pornográfica e escritora americana.
  - Alexander von Schönburg, publicitário brasileiro.
  - Manuel Negrete Arias, ex-futebolista mexicano.
- 1960
  - Christophe Gans, cineasta francês.
  - Marcelo Déda, político brasileiro (m. 2013).
  - Tommy Nilsson, cantor e compositor sueco.
- 1961
  - Elias Koteas, ator canadense.
  - Bruce Watson, guitarrista canadense-britânico.
- 1962
  - Magic Paula, ex-jogadora de basquetebol brasileira.
  - Matt Mead, político americano.
  - Peter Berg, ator e cineasta estado-unidense.
  - Barbara Alyn Woods, atriz estado-unidense.
- 1963
  - Marcos Pontes, astronauta e político brasileiro.
  - Alex Kingston, atriz britânica.
  - David LaChapelle, fotógrafo e diretor americano.
- 1964 — Vinnie Paul Abbott, baterista, compositor e produtor americano (m. 2018).
- 1965
  - Jesse Jackson, Jr., advogado e político americano.
  - Catherine Fulop, atriz, cantora e modelo venezuelana.
- 1966
  - Stéphane Demol, futebolista e treinador de futebol belga (m. 2023).
  - Julio Zamora, ex-futebolista argentino.
  - Timothy Ray Brown, primeiro paciente a ser curado do vírus HIV (m. 2020).
- 1967
  - Cynthia Klitbo, atriz mexicana.
  - John Barrowman, ator e cantor anglo-estadunidense.
  - Suzy Rêgo, atriz brasileira.
  - Uli Kusch, baterista, compositor e produtor alemão.
- 1969
  - Terrence Howard, ator e produtor estado-unidense.
  - Soraya, cantora, compositora, guitarrista e produtora colombiano-americana (m. 2006).
- 1971 — Johnny Knoxville, ator e comediante estado-unidense.
- 1972 — UA, cantora japonesa.
- 1973
  - Samuel Reoli, músico brasileiro (m. 1996).
  - Tomasz Rząsa, ex-futebolista polonês.
  - Martin Hiden, ex-futebolista austríaco.
  - Thomas Christiansen, ex-futebolista e treinador de futebol hispano-dinamarquês.
- 1974
  - Bobby Abreu, ex-beisebolista venezuelano.
  - Adam Wakeman, músico britânico.
  - Léo Maia, músico brasileiro.
- 1975
  - Bebeto Campos, ex-futebolista brasileiro.
  - David Cañada, ciclista espanhol (m. 2016).
- 1976
  - Thomas Gravesen, ex-futebolista dinamarquês.
  - Mariana Díaz Oliva, ex-tenista argentina.
- 1977
  - Becky Hammon, ex-jogadora e técnica de basquete russo-americana.
  - Eudy Simelane, futebolista sul-africana (m. 2008).
  - Megahn Perry, atriz estado-unidense.
- 1978
  - Didier Drogba, ex-futebolista marfinense.
  - Albert Luque, ex-futebolista espanhol.
  - Christopher Rice, escritor estado-unidense.
  - Christopher Khayman Lee, ator estado-unidense.
- 1979
  - Fred Jones, ex-basquetebolista americano.
  - Benji Madden, músico estado-unidense.
  - Joel Madden, músico estado-unidense.
  - Elton Brand, ex-basquetebolista estado-unidense.
  - Georgi Peyev, ex-futebolista búlgaro.
- 1980 • Paul Scharner, ex-futebolista austríaco.
- 1981
  - Giampiero Pinzi, ex-futebolista italiano.
  - Miguel Hoyos, ex-futebolista boliviano.
  - LeToya Luckett, cantora, compositora e atriz estado-unidense.
  - André Dias, ex-futebolista brasileiro.
  - Russell Lissack, músico britânico.
  - Paul Wall, rapper, DJ, promotor musical e joalheiro estado-unidense.
- 1982
  - Thora Birch, atriz estado-unidense.
  - Lindsey McKeon, atriz estado-unidense.
  - Alex Geijo, ex-futebolista suíço.
- 1983
  - Thiaguinho, cantor e compositor brasileiro.
  - Jadranko Bogičević, ex-futebolista bósnio.
- 1984
  - Anna Tsuchiya, cantora, modelo e atriz japonesa.
  - Marc-André Grondin, ator canadense.
- 1985
  - Daniel Vázquez Evuy, futebolista equato-guineense.
  - Álvaro Pires, futebolista brasileiro.
  - Chen Tao, futebolista chinês.
  - Paul Bissonnette, jogador de hóquei no gelo canadense.
  - Megan Moulton-Levy, ex-tenista estado-unidense.
  - Dudu Paraíba, futebolista brasileiro.
  - Nikolai Topor-Stanley, futebolista australiano.
- 1986
  - Frederico Barata, ator e modelo português.
  - Amanda Weir, nadadora estado-unidense.
- 1987
  - Tanel Kangert, ciclista estoniano.
  - Estefania Villarreal, atriz mexicana.
  - Danilinho, futebolista brasileiro.
  - Bruno Cortês, futebolista brasileiro.
  - Essam Yassin, futebolista iraquiano.
- 1988
  - Alexandr Fier, enxadrista brasileiro.
  - Fábio Coentrão, ex-futebolista português.
  - Pedro Miguel Fonseca Rocha, futebolista português.
  - Halgurd Mulla Mohammed, futebolista iraquiano.
- 1989
  - Anton Yelchin, ator russo-americano (m. 2016).
  - Fotis Koutzavasilis, futebolista grego.
- 1990 — Ayumi Morita, tenista japonesa.
- 1991
  - Jack Rodwell, futebolista britânico.
  - Fillipe Soutto, futebolista brasileiro.
  - Livia Renata Souza, lutadora brasileira.
  - Luiz Antônio, futebolista brasileiro.
  - Alessandro Florenzi, futebolista italiano.
- 1992
  - Matheus Carvalho, futebolista brasileiro.
  - Carlos de Pena, futebolista uruguaio.
- 1993
  - Anthony Davis, jogador de basquete estado-unidense.
  - Jodie Comer, atriz britânica.
- 1994
  - Andrew Robertson, futebolista britânico.
  - Tiesj Benoot, ciclista belga.
  - Carlos Mané, futebolista português.
  - Petrissa Solja, mesa-tenista alemã.
- 1995
  - José Welison, futebolista brasileiro.
  - Brayan Cortés, futebolista chileno.
- 1996
  - Imaginago, youtuber e escritor brasileiro.
  - Vanessa Gilles, futebolista canadense.
- 1997 — Matreya Fedor, atriz canadense.
- 1998 — Axel Disasi, futebolista francês.
- 2000 — Desirée Carofiglio, ginasta italiana.

## Mortes

### Anteriores ao século XIX
- 585 a.C. — Jimmu, imperador japonês (n. 711 a.C.).
- 0222
  - Heliogábalo, imperador romano (n. 203).
  - Júlia Soémia, nobre romana (n. 180).
- 0638 — Sofrônio de Jerusalém, patriarca de Jerusalém (n. 560).
- 0859 — Eulógio de Córdova, mártir de Córdova n. ?).
- 1198 — Maria da França, Condessa de Champanhe (n. 1145).
- 1486 — Alberto III Aquiles, Eleitor de Brandemburgo (n. 1414).
- 1514 — Carlota de Albret (n. 1480)
- 1575 — Matias Flácio, teólogo e reformador croata (n. 1520).
- 1576 — Juan de Salcedo, conquistador espanhol (n. 1549).
- 1602 — Emilio de' Cavalieri, organista e compositor italiano (n. 1550).
- 1635 — Frances Egerton, Condessa de Bridgewater (n. 1583).
- 1646 — Stanisław Koniecpolski, nobre polonês (n. 1590).
- 1718 — Guy Crescent Fagon, médico e botânico francês (n. 1638).
- 1737 — Sebastião de Andrade Pessanha, prelado português (n. 1670).
- 1788 — Pedro José de Noronha Camões de Albuquerque Moniz e Sousa, nobre português (n. 1716).
- 1789 — Ellis Bermingham, Condessa de Brandon (n. 1708).

### Século XIX
- 1816 — Albinia Hobart, Condessa de Buckinghamshire (n. 1738).
- 1820 — Benjamin West, pintor e acadêmico anglo-americano (n. 1738).
- 1827 — Clemente Ferreira França, desembargador e político brasileiro (n. 1774).
- 1854 — Francisco Furtado de Castro do Rio de Mendonça e Faro, nobre português (n. 1780).
- 1857 — Manuel José Quintana, poeta, biógrafo e político espanhol (n. 1772).
- 1859 — Joaquim Antônio Ferreira, militar brasileiro (n. 1777).
- 1863 — James Outram, general britânico (n. 1803).
- 1866 — Ulysses Freeman Doubleday, político norte-americano (n. 1792).
- 1867
  - José Egídio Gordilho de Barbuda Filho, militar brasileiro (n. 1808).
  - Luísa Sofia de Danneskiold-Samsøe, duquesa de Schleswig-Holstein-Sonderburg-Augustenburg  (n. 1796).
- 1869 — Vladimir Odoievsky, filósofo e crítico musical russo (n. 1803).
- 1870 — Moshoeshoe I do Lesoto (n. 1786).
- 1882 — Manuel Inácio Cavalcanti de Lacerda, desembargador e político brasileiro (n. 1799).
- 1886 — Franz Antoine, jardineiro austríaco (n. 1815).
- 1891 — Luís Antônio dos Santos, religioso brasileiro (n. 1817).

### Século XX
- 1907
  - Jean Casimir-Perier, advogado e político francês (n. 1847).
  - Manuel da Silva Mafra, jurista brasileiro (n. 1831).
- 1908 — Edmundo De Amicis, jornalista e escritor italiano (n. 1846).
- 1911 — Ernst Brenner, político suíço (n. 1856).
- 1920 — Julio Garavito Armero, astrônomo colombiano (n. 1865).
- 1922 — Anastasia Mikhailovna da Rússia (n. 1860).
- 1923 — Júlia da Silva Bruhns, escritora brasileira (n. 1851).
- 1924 — Helge von Koch, matemático sueco (n. 1870).
- 1930 — Silvio Gesell, economista teórico, ativista social e anarquista alemão (n. 1862).
- 1931
  - João Maria Ferreira do Amaral, militar português (n. 1876).
  - F. W. Murnau, diretor, produtor e roteirista teuto-americano (n. 1888).
- 1933 — Cristóbal María Hicken, botânico argentino (n. 1875).
- 1938 — Christen Christiansen Raunkiær, botânico dinamarquês (n. 1860).
- 1941
  - José Gentil Alves de Carvalho, empresário brasileiro (n. 1867).
  - Karl Joseph Schulte, religioso alemão (n. 1871).
- 1943 — Maria José de Bragança, infanta portuguesa (n. 1857).
- 1944 — Hendrik Willem van Loon, historiador e jornalista neerlandês-americano (n. 1882).
- 1949 — Henri Giraud, general e polítio francês (n. 1879).
- 1950 — Heinrich Mann, escritor alemão (n. 1871).
- 1952 — Pierre Renoir, ator e diretor francês (n. 1885).
- 1955 — Alexander Fleming, biólogo, farmacologista e botânico britânico, ganhador do Prêmio Nobel (n. 1881).
- 1957 — Richard Byrd, almirante e explorador estado-unidense (n. 1888).
- 1958 — Ingeborg da Dinamarca (n. 1878).
- 1959 — Maria José de Jesus, carmelita brasileira (n. 1882).
- 1960 — Roy Chapman Andrews, paleontólogo e explorador estado-unidense (n. 1884).
- 1962 — Zé Dantas, compositor, poeta e folclorista brasileiro (n. 1921).
- 1963 — Herculano de Carvalho e Silva, militar brasileiro (n. 1892).
- 1967
  - Geraldine Farrar, soprano e atriz americana (n. 1882).
  - Walter A. Shewhart, físico, engenheiro e estatístico estado-unidense (n. 1891).
- 1970 — Erle Stanley Gardner, advogado e escritor estado-unidense (n. 1889).
- 1971
  - Whitney Young, ativista americano (n. 1921).
  - Anísio Teixeira, educador e escritor brasileiro (n. 1900).
  - Philo Farnsworth, inventor estado-unidense (n. 1906).
- 1972 — John Spencer-Churchill, 10.º Duque de Marlborough (n. 1897).
- 1973 — Joracy Camargo, jornalista, cronista e teatrólogo brasileiro (n. 1898).
- 1978 — Claude François, cantor francês (n. 1939).
- 1980 — Carlos Alberto de Oliveira, político português (n. 1898).
- 1981
  - Guy Revell, patinador artístico canadense (n. 1941).
  - Odd Hassel, químico norueguês (n. 1897).
- 1982
  - Gabriel Paulino Bueno Couto, religioso brasileiro (n. 1910).
  - Edmund Cooper, poeta e escritor britânico (n. 1926).
- 1988
  - Guerino Grosso, pintor brasileiro (n. 1907).
  - Joaquim Batista Neves, político brasileiro (n. 1924).
- 1989 — John J. McCloy, advogado e diplomata estado-unidense (n. 1895).
- 1992
  - Richard Brooks, diretor, produtor e roteirista americano (n. 1912).
  - László Benedek, diretor de cinema húngaro (n. 1905).
- 1993 — Manuel Lopes Fonseca, escritor português (n. 1911).
- 1996 — Vince Edwards, ator e diretor americano (n. 1928).
- 1998 — Nino Konis Santana, político timorense (n. 1957).
- 1999 — Herbert Jasper, psicólogo, anatomista e neurologista canadense (n. 1906).

### Século XXI
- 2002
  - Barbosa Lessa, folclorista, escritor, músico e historiador brasileiro (n. 1929).
  - James Tobin, economista americano, ganhador do Prêmio Nobel (n. 1918).
- 2004 — Thilo Krasmann, orquestrador português (n. 1933).
- 2006
  - Bernie Geoffrion, jogador e treinador de hóquei no gelo canadense (n. 1931).
  - Slobodan Milošević, advogado e político sérvio (n. 1941).
- 2007
  - Betty Hutton, atriz e cantora estado-unidense (n. 1921).
  - Gerônimo Ciqueira, político brasileiro (n. 1956).
  - René Hüssy, técnico de futebol suíço (n. 1928).
- 2010 — Hans van Mierlo, político neerlandês (n. 1931).
- 2011 — Jorge Cherques, ator brasileiro (n. 1928).
- 2013 — Wilson Fittipaldi, piloto de automóveis, empresário e radialista brasileiro (n. 1920).
- 2015 — Walter Burkert, filólogo e estudioso alemão (n. 1931).
- 2016
  - Iolanda Balaș, atleta romena (n. 1936).
  - Doreen Massey, geógrafa e ativista política britânica (n. 1944).
- 2018 — Karl Lehmann, cardeal alemão (n. 1936).
- 2019 — Coutinho, treinador e futebolista brasileiro (n. 1943).
- 2022 — Rupiah Banda, político zambiano (n. 1937).
- 2023 — Ignacio López Tarso, ator mexicano (n. 1925)

## Feriados e eventos cíclicos
- Dia Internacional das Vítimas do Terrorismo

### Internacional
- Dia Moshoeshoe - Lesoto
- Restabelecimento da Independência - Lituânia
- Dia da Juventude - Zâmbia

### Cristianismo
- Eulógio de Córdova
- Piônio de Esmirna
- Sofrônio de Jerusalém

## Outros calendários
- No calendário romano era o 5.º dia (V) antes dos idos de março.
- No calendário litúrgico tem a letra dominical G para o dia da semana.
- No calendário gregoriano a epacta do dia é xx.